# Malcolm David Kelley
Malcolm David Kelley (Bellflower, California; 12 de mayo de 1992) es un cantautor y actor estadounidense. Representó el papel protagonista de Lil' Saint en la película You Got Served (2004), aunque es más conocido por su papel de Walt Lloyd en la serie de televisión Lost. También ha hecho apariciones en Judging Amy, Law & Order: Special Victims Unit y Me llamo Earl.

## Filmografía

### Cine
- No Warning (2009, preproducción) - Tico
- The Kings of Appletown (2008) - Cliff
- Mississippi Damned (2009) - Joven Sammy
- You Got Served (2004) - Lil Saint
- Antwone Fisher (2002) - Antwone Fisher

### Televisión
- The Thundermans (8 episodio,S2,2014)- El mismo
- Saving Grace (3 episodios, 2007-2009) - Benjamin Cooley
- Lost (32 episodios, 2004-2009) - Walt Lloyd
- Law & Order: Special Victims Unit (1 episodio, 2006) - Nathan Phelps
- My Name Is Earl (1 episodio, 2006) - Alby
- Knights of the South Bronx (2005) - Jimmy Washington
- Eve (1 episodio, 2004) - Martin
- Judging Amy (1 episodio, 2002) - Rudy Spruell
- Girlfriends (1 episodio, 2002) - Malcolm
- Malcolm in the Middle (1 episodio, 2001)
- For Your Love (1 episodio, 1998)